# نبيذ كشروت
النبيذ كشروت هو نبيذ العنب تنتج وفقا لليهودية الصورة القانون الديني، وتحديدا، القوانين الغذائية اليهودية (كشروت).
لكي يتم اعتبارهم كشروت، يجب على اليهود المتدينين بالسبت الإشراف على عملية صنع النبيذ بأكملها والتعامل معها في بعض الأحيان، من وقت سحق العنب حتى تعبئة النبيذ وأي مكونات مستخدمة، بما في ذلك الزعانف، يجب أن تكون كشروت. يجب أن يكون النبيذ الذي يوصف بأنه «كشروت لعيد الفصح» بعيدًا عن ملامسة شاميتز، ومن الأمثلة على ذلك الحبوب والخبز والعجين.
عندما يتم إنتاج نبيذ كشروت وتسويقه وبيعه تجاريًا، فإنه عادةً ما يكون له حُشر («ختم الموافقة») من وكالة إصدار شهادات كشروت، أو حاخام رسمي يُفضل أيضًا أن يكون بوسك («مقرر» القانون اليهودي), أو تحت إشراف بيت دين («محكمة دينية يهودية»).
في الآونة الأخيرة، كان هناك طلب متزايد على نبيذ الكوشر، وهناك عدد من الدول المنتجة للنبيذ تنتج الآن مجموعة متنوعة من نبيذ الكوشر المتطور تحت إشراف حاخامي صارم، لا سيما في إسرائيل والولايات المتحدة وفرنسا وألمانيا وإيطاليا وجنوب إفريقيا وشيلي  وأستراليا. اثنان من أكبر منتجي ومستوردي نبيذ الكوشر في العالم، Kedem و Manischewitz, يقع مقرهما في شمال شرق الولايات المتحدة.

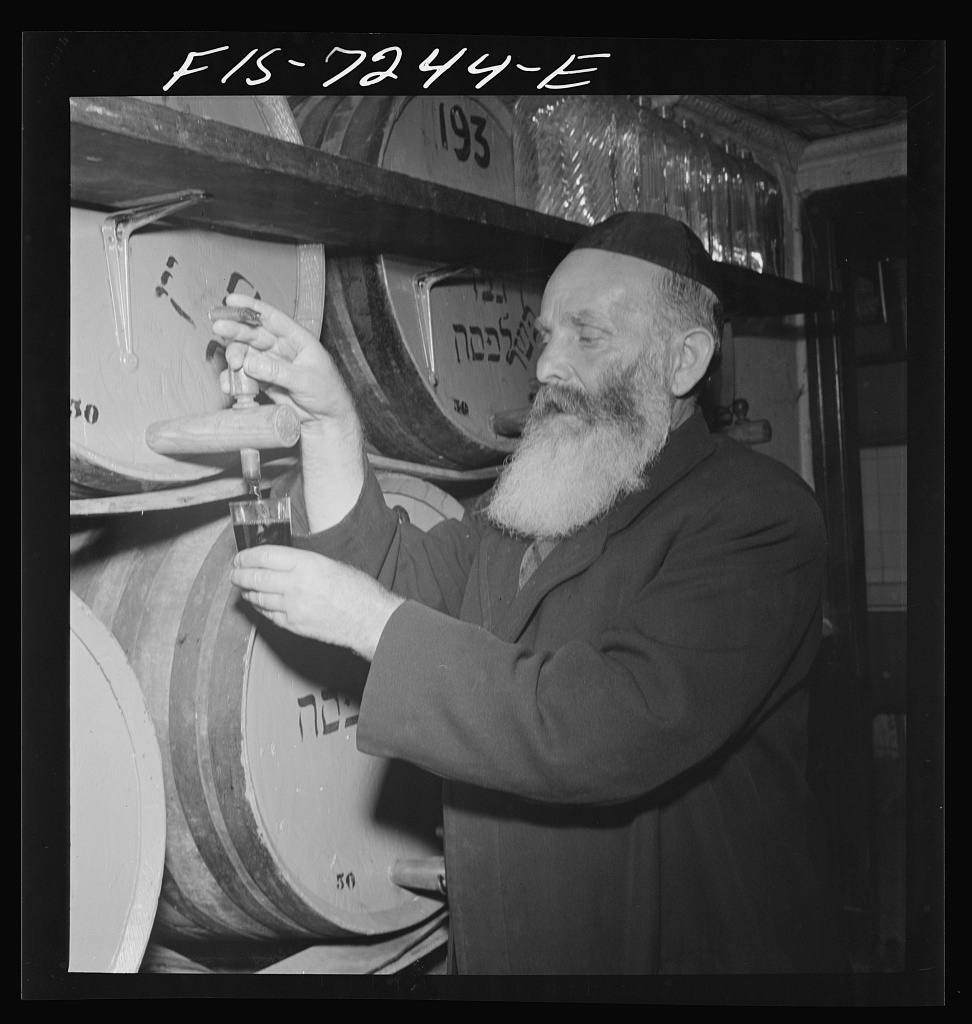
حاخام في محل نبيذ كشروت في مدينة نيويورك, حوالي عام 1942

## الولايات المتحدة الأمريكية
تحتوي الولايات المتحدة الأمريكية على ما يقرب من 40% من السكان اليهود في العالم، ومعظم متاجر النبيذ الأمريكية، خاصة في الشمال الشرقي، لديها قسم صغير كشروت.[بحاجة لمصدر]
تاريخيا، ارتبط نبيذ الكوشر في الولايات المتحدة بعلامة Manischewitz التجارية, التي تنتج نبيذًا مُحلى بطعم مميز، مصنوع من لابروسكا بدلاً من عنب كرمة نبيذية. نظرًا لإضافة شراب الذرة عالي الفركتوز، فإن العبوات العادية لمانيشويتز، بالنسبة لليهود الأشكناز، ليست كشروت خلال عيد الفصح وفقًا لقاعدة كيتنيوت, ويتم توفير عبوات خاصة. يعود هذا التفضيل الثقافي لمجموعة مميزة وفريدة من النبيذ إلى المستوطنات اليهودية في تاريخ الولايات المتحدة المبكر.

## جودة نبيذ الكشروت
تتبع صناعة نبيذ الكوشر نفس الأسس المستخدمة في إنتاج النبيذ غير الكوشر. فعنب كابيرنت ساوفيجنون، سواء زُرع في كاليفورنيا أو بوردو أو الجليل، يُزرع ويُحصد بالطريقة ذاتها، ويُخمَّر في خزانات ذات تحكم حراري مماثل، ويُعمر في براميل بلوط صغيرة مشابهة، ثم يُعبأ باستخدام نفس الأساليب. كما أن صانع النبيذ في مصانع الكوشر عادة ما يكون قد تلقى تعليمه في مؤسسات متخصصة، وتُستخدم في عملية الإنتاج تجهيزات مطابقة تقريبًا لتلك المستخدمة في مصانع النبيذ الأخرى. 
الحصول على شهادة الكوشر لا يُعد مؤشرًا على جودة النبيذ، سواء بالإيجاب أو السلب. فالنبيذ منخفض الجودة يظل كذلك حتى لو كان حاصلًا على شهادة الكوشر، والعكس صحيح؛ فقد يحصل نبيذ كوشير على تقييمات مرتفعة من النقاد، ويفوز بجوائز وميداليات في مسابقات دولية، دون أن تكون موافقته للشريعة سببًا في ذلك. باختصار، مسألة كونه كوشير لا تؤثر على جودته، فغالبًا ما يكون نبيذ الكوشر ذا جودة عالية، ويُنتَج وفقًا للمعايير المتبعة في الصناعة عمومًا.

## روابط خارجية
- «فن صنع نبيذ الكشروت», موقع شهادة Star-K Kosher.
- «تعرف على نبيذ كشروت», جمعية نبيذ كشروت.
- قوانين اليهودية المتعلقة بالنبيذ من التوراة وقانون موسى بن ميمون للقانون اليهودي